# Jamie Parker
Jamie Parker (Middlesbrough, 14 de agosto de 1979) es un actor y cantante británico.

## Biografía
Casado en 2007 con la actriz Deborah Crowe, la pareja son padres de un hijo, de nombre William.
Parker es conocido sobre todo como actor de teatro, pero también es actor de musicales o de películas. Ha trabajado en el National Theatre de Londres en la comedia de Alan Bennett The History Boys interpretando el papel de Scripps. A continuación interpretó el personaje de Scripps por medio mundo (Broadway, Sídney, Hong Kong), para terminar haciendo una adaptación cinematográfica de la comedia citada. Ha trabajado en otras obras teatrales como Rosencrantz y Guildenstern han muerto (2011), La gata sobre el tejado de zinc (2012), Proof (2013), Harry Potter y el legado maldito (2016) o los musicales Guys and Dolls, A Little Night Music, Assassins y Alta sociedad. Ha interpretado a Enrique V de Inglaterra en las producciones de The Globe, a Enrique IV, parte I, Enrique IV, parte II y Enrique V en 2010 y 2012.

## Premios y nominaciones
En 2016 fue nominado al premio Laurence Olivier al mejor actor en un musical por Guys and Dolls y en 2017 obtuvo el premio Laurence Olivier al mejor actor por el papel de Harry Potter en Harry Potter y el legado maldito. En 2018 volvió a ser nominado para el Premio Tony al mejor actor protagonista en una obra teatral por su papel de Harry Potter en Broadway.

## Filmografía

### Cine
- The History Boys, dirigida por Nicholas Hytner (2006)
- Operazione Valchiria (Valkyrie), dirigida por Bryan Singer (2008)
- The Lady in the Van, dirigida por Nicholas Hytner (2015)
- 1917, dirigida por Sam Mendes (2019)

### Televisión
- Testimoni silenziosi - serie TV, episodio 4 (2007-)
- Van Gogh: Painted with Words - Telefilme (2010)
- The Hour - serie TV, episodio 1 (2011)
- Silk - serie TV, episodio 1 (2012)
- Parade's End - serie TV, episodio 2 (2012)
- Endeavour - serie TV, episodio 1 (2014)
- Jonathan Strange & Mr Norrell - miniserie TV,  episodio 3 (2015)

## Teatro
- After the Dance, de Terence Rattigan. Oxford Playhouse de Oxford (2002)
- La bottega del caffè, de Rainer Werner Fassbinder, dirigida por Simone Gonella. Minerva Theatre de Chichester (2003)
- Holes en the Skin, de Robert Holman, dirigida por Simon Usher. Minerva Theatre de Chichester (2003)
- The Gondoliers, de Gilbert y Sullivan, dirigida por Martin Duncan. Minerva Theatre de Chichester (2003)
- Between the Crosses, escrito y dirigido por Will Huggins. Jeremy Street Theatre de Londres (2003)
- Singer, de Peter Flannery, dirigida por Dominic Dromgoole. Tricycle Theatre de Londres (2004)
- The History Boys, de Alan Bennett, dirigida por Nicholas Hytner. National Theatre de Londres, Lyric Theatre de Hong Kong, St. James Theatre de Wellington, Sydney Theatre de Sídney, Broadhurst Theatre de Nueva York (2004-2006)
- The Revenger's Tragedy, de Thomas Middleton, dirigida por Melly Still. Royal National Theatre de Londres (2008)
- Como gustéis, de William Shakespeare, dirigida por Thea Sharrock. Globe Theatre de Londres (2009)
- A New World: A Life of Thomas Paine, de Trevor Griffiths, dirigida por Dominic Dromgoole. The Globe de Londres (2009)
- My Zinc Bed, de David Hare, dirigida por Laurie Sansom. Royal Theatre de Northampton (2010)
- Enrico IV, parte I, de William Shakespeare, dirigida por Dominic Dromgoole. The Globe de Londres (2010)
- Enrico IV, parte II, de William Shakespeare, dirigida por Dominic Dromgoole. The Globe de Londres (2010)
- Racing Demon, de David Hare, dirigida por Daniel Evans. The Crucible de Sheffield (2011)
- Rosencrantz y Guildenstern han muerto de Tom Stoppard, dirigida por Trevor Nunn. Minerva Theatre de Chichester y Teatro Haymarket de Londres (2011)
- Enrique V, de William Shakespeare, dirigida por Dominic Dromgoole. The Globe de Londres (2012)
- La gata sobre el tejado de zinc, de Tennessee Williams. West Yorkshire Playhouse de Leeds (2012)
- La prueba, de David Auburn, dirigida por Polly Findlay. Menier Chocolate Factory de Londres (2013)
- Cándida, de George Bernard Shaw, dirigida por Simon Godwin. Theatre Royal de Bath (2013)
- Guys and Dolls, de Frank Loesser, Jo Swerling y Abe Burrows, dirigida por Gordon Greenberg. Minerva Theatre de Chichester (2014)
- Assassins, músicas de Stephen Sondheim, libreto de John Weidman, dirigida por Jamie Lloyd. Menier Chocolate Factory de Londres (2014)
- A Little Night Music, libreto de Hugh Wheeler, músicas de Stephen Sondheim. Palace Theatre de Londres (2015)
- High Society, libretto de Arthur Kopit, músicas de Cole Porter, dirigida por Maria Friedman. Old Vic de Londres (2015)
- Guys and Dolls, de Frank Henry Loesser, Jo Swerling y Abe Burrows, dirigida por Gordon Greenberg. Teatro Savoy de Londres (2015)
- Harry Potter y el legado maldito (Harry Potter and the Cursed Child), de Jack Thorne, dirigida por John Tiffany. Palace Theatre de Londres (2016)
- Harry Potter y el legado maldito (Harry Potter and the Cursed Child), de Jack Thorne, dirigida por John Tiffany. Lyric Theatre de New York (2018)